# Pedro A. Vizcaíno Martínez
Pedro A. Vizcaíno Martínez, nace en La Habana, Cuba, el 11 de octubre de 1966. Cursa estudios en la Escuela de Artes Plásticas “ San Alejandro “ en La Habana.

## Exposiciones Personales y Colectivas
Su primera muestra personal "Pedro Vizcaíno/Pedro Álvarez" la expone en la Casa de la Cultura de Plaza, La Habana, el año 1987. Realiza otras en solitario a lo largo de su carrera en México, EE.UU y Chile.
Participa en exposiciones colectivas como 5.ª Trienal de Dibujo. Galería Miejska, Wroclaw, Polonia en el año 1992, además de participar como miembro del grupo creativo ARTE CALLE.

## Obras en Colección
Sus principales colecciones se encuentran en:
- La Galería Nina Menocal, México, D.F., México.
- El Museo Nacional de Bellas Artes, La Habana, Cuba.

- Datos: Q7159416